# Krohn (finländsk släkt)
Krohn är en finsk kultursläkt som härstammar från Rügen, där stamfadern, rättstjänaren Niclas Cron avled 1617.
Namnet är det lågtyska ordet för trana. En släktgren har antagit namnet Kurki-Suonio (fi. kurki = trana). En sonson till Niclas Cron utvandrade till S:t Petersburg och blev där innehavare av ett stort ölbryggeri. Från denna gren stammar kända medlemmar av släkten Krohn.
- Ilmari Krohn
- Julius Krohn
- Kaarle Krohn
- Aino Kallas (född Krohn)
- Sanna Kurki-Suonio